# Det lilla hjärtat
Det lilla hjärtat (finska: Pieni sydän) är en schlager från 1930-talet, författad av Tatu Pekkarinen och komponerad av Veikko Tynnilä. Den är insjungen av bland andra den finlandssvenska sångtrion Harmony sisters och Arja Saijonmaa (1995 på albumet La cumparsita).
I Aki Kaurismäkis film Mannen utan minne (2002) sjungs sången av Annikki Tähti.

### Fotnoter
1. ↑  ”Äänitearkisto.fi”. Arkiverad från originalet den 27 februari 2017. https://web.archive.org/web/20170227232218/http://www.aanitearkisto.fi/firs2/kappale.php?Id=Pieni+syd%E4n. Läst 27 februari 2017.
2. ↑  ”La cumparsita”. Svensk mediedatabas. 30 april 1995. https://smdb.kb.se/catalog/id/001507932. Läst 26 februari 2017.